# Jane Barkman
Jane Barkman   (Bryn Mawr, 20 de setembre de 1951), de casada Brown, és una nedadora estatunidenca, ja retirada, especialista en estil lliure, que va competir durant les dècades de 1960 i 1970.
El 1968 va prendre part en els Jocs Olímpics d'Estiu de Ciutat de Mèxic, on va disputar dues proves del programa de natació. Formant equip amb Linda Gustavson, Susan Pedersen i Jan Henne guanyà la medalla d'or en els 4x100 metres lliures, mentre en els 200 metres lliures guanyà la medalla de bronze. Quatre anys més tard, als Jocs de Múnic, revalidà la medalla d'or en els 4x100 metres lliures, aquesta vegada formant equip amb Shirley Babashoff, Jennifer Kemp i Sandra Neilson.
A nivell nacional guanyà tres títols de l'AAU. Més tard exercí d'entrenadora a la Universitat Princeton.